# Октябрьский район (Чувашская АССР)
Октябрьский район — упразднённая административно-территориальная единица в составе Чувашской АССР, существовавшая в 1939—1959 годах. Административный центр — село Октябрьское.
Октябрьский район был образован в составе Чувашской АССР 21 января 1939 года. В его состав были включены следующие сельсоветы:
- из Мариинско-Посадского района: Аксаринский, Бакашевский, Бичуринский, Больше-Тимерчинский, Второ-Чекурский, Второ-Чурашевский, Исмелевский (Октябрьский), Карабашевский, Караньяльский, Кудемерский, Перво-Чурашевский, Покровский, Старо-Акташевский, Сюндюковский, Тогашевский и Эльбарусовский
- из Козловского района: Кугеевский, Нижерский, Сятракасинский, Чувашско-Исеневский, Шанарский и Янтиковский;
- из Урмарского района: Андрей-Базарский и Тойсинский;
- из Цивильского района: Имбюртский[2][3].

По данным 1945 года Октябрьский район включал 25 сельсоветов: Аксаринский, Андрей-Базарский, Бичуринский, Бокашский, Больше-Тимерчинский, Второ-Чекурский, Второ-Чурашевский, Имбюртский, Карабашский, Караньяльский, Кугеевский, Кудемерский, Нижерский, Октябрьский, Перво-Чурашевский, Покровский, Старо-Акташевский, Сюндюковский, Тогаевский, Тойсинский, Чувашско-Исеневский, Шанарский, Эльбарусовский и Янтиновский.
14 июля 1959 года Октябрьский район был упразднён, а его территория разделена между Мариинско-Посадским, Козловским, Цивильским и Урмарским районами.